# Gina Jacobi
Gina Jacobi, ursprungligen Catarina Göransson, född 12 december 1962 i Hammerdal i Jämtland, är en svensk låtskrivare, producent och sångerska. Hon har sedan mitten av 1980-talet släppt produktioner på egna och andras skivbolag, och hennes popmusik har ofta präglats av klaviaturinstrument, experimentella sånginslag och drastisk humor.
På senare år har Jacobi också agerat producent åt andra artister. Det senaste albumet i eget namn gavs ut 2009.

## Biografi

### Popkarriär
Gina Jacobis musikbana startade på allvar 1984 med gruppen Rummet, som året efter gav ut albumet Bagateller på lilla skivbolaget Massproduktion i hemorten Sundsvall. Därefter fortsatte hon i eget namn, och första soloalbumet Tid & Rum släpptes 1986.
Populariteten var nog som störst åren kring 1990, då Jacobi i pressen kom att jämföras med musikerkollegor som Eva Dahlgren och Kate Bush. Under de här åren hade Jacobi skivkontrakt med Silence, svenska Wea Metronome (Warner), Polygram och senare EMI, vilka även släppte ett antal av hennes låtar som singlar. I samband med albumet På jakt efter solen nominerades hon till en Grammis som årets bästa kvinnliga artist.
Senare projekt har givits ut på eget bolag.

### Mångkulturella projekt
Vid sidan av musiken har Jacobi drivit ett antal olika kulturprojekt i Västernorrland, med eller utan invandraranknytning, och hon ägnar sig också åt måleri.
I mitten av 1990-talet var hon inblandad i flera musikprojekt med invandraranknytning och mångspråkig karaktär. I november 1995 presenterades hon för en internationell publik, via en live-inspelning på kurdisk satellit-tv, gjord i Bryssel. Eftersom hennes kunskaper i sorani-kurdiska var mycket begränsade, fick hon hantera pratet mellan låtarna med hjälp av skrivna lappar. I samband med detta släpptes den sorani-språkiga kassettutgåvan Carê seretaye, med i första hand versioner av Gina Jacobis egna låtar, översatta till sorani av Hassan Ghazi och S. Herish. 1998 släpptes en ny kassettutgåva – Jacobi's World – med sång på swahili, persiska, kurdiska, kikuyu, svenska och azerbajdzjani.

### På engelska och tillbaka på svenska
De kommande åren prövade Gina Jacobi på att utveckla sitt textskrivande på engelska, och hon kom att inleda flera nya musikersamarbeten. Det här experimenterandet resulterade till slut i de två CD-albumen Like Me (2005) och Unlike Me (2007). På båda skivorna bidrar bland annat Johan Wallner med gitarr och låtskrivande på ett antal spår.
I oktober 2009 kom Ömtåligt gods, det första albumet med svenska texter sedan 1995 års Alla är. Detta nya skivprojekt spelades in i Ginas hemmastudio i medelpadska Stöde och blev delfinansierat av ett antal av hennes fans.
2011 utgavs singeln "Allt det ljus", med undertiteln "Kim och Tomas bröllopslåt".
2012 rapporterades att Jacobi arbetade på ett nytt musikalbum. Då arbetade hon även som lärare. 2019 kom singeln "Mellan himmel och hemlighet", där Cathrine Fandén från Vacum och Dockhuset var med på sång.

### Jacobi som producent
I sin hemmastudio har hon arbetat med externt åt andra artister, såsom John Daniel. Åren 2007–2010 hade hon ett samarbete med skånske gitarristen Peter Abrahamsson under namnet Double Nature.
2008 producerade hon yngsta dottern Thyra Jacobis första album Baby Star Music. Thyra Jacobi var vid skivsläppet tre år gammal och sångtagningarna skedde till största delen redan under 2004–2006. Gina Jacobi står på albumet för låtskrivande, klippning av dotterns joller och arrangemang.

## Familj
Gina Jacobi har fyra döttrar.

## Diskografi

### Album
- 1985 – Bagateller (med bandet Rummet)
- 1986 – Tid & rum
- 1988 – På jakt efter solen
- 1989 – Gå som på nålar
- 1992 – Det här är bara början
- 1995 – Alla är
- 1995 – Carê seretaye (kassett; CD 2007)
- 1998 – Jacobi's World (kassett)
- 2006 – Baby Star Music (av Gina & Thyra Jacobi)
- 2005 – Like Me
- 2007 – Unlike Me
- 2009 – Ömtåligt gods
- 2010 – Double Nature (duo med Peter Abrahamsson; gitarrist och låtskrivare där Gina varit ljudtekniker, skrivit texter, melodier, lagt all sång samt mixat och mastrat).

### Singlar
- "Fåglar" / "Pandoras ask" (1987)
- "Svart ljus" / "Tid till liv" (1988)
- "Jag undrar" / "Förvirrelser" (1988)
- "Upp igen" / "Dum" (1988)
- Tyst gråt / Ska jag någonsin (1989)
- "Händerna på täcket" / "Hur kan hon" (1989)
- "Det faller ljus" / "Status noll" (1989)
- "Jag kommer hem" / "Allt du ser" (1989)
- "Det Svarta Ljuset" / "Mellan olja och blod" / "Mitt land" (1992)
- "Jag ser inte gud" / "Jag ser dig blunda" (1995)
- "Vem kan lova" / "Alla är II" (komprimerad version) (1996)
- "Tusen frågor" (2009)
- "Allt det ljus" (2011)
- "Mellan himmel och hemlighet" (2019)

## Övrigt
- Fröken Äsping nr 6 / fyra noveller (1986)